# 中西光三郎

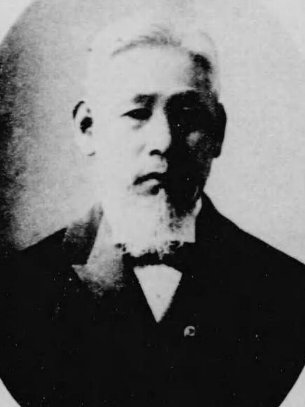
中西光三郎

中西 光三郎（なかにし みつさぶろう、弘化2年1月15日（1845年2月21日） – 明治43年（1910年）7月10日）は、衆議院議員（立憲政友会）、貴族院多額納税者議員。

## 経歴
紀伊国那賀郡井ノ口村（現在の和歌山県紀の川市）の豪農の家に生まれた。1862年（文久2年）、父の跡を継いで庄屋となり、1872年（明治5年）に大区小区制が実施されると区長に就任した。1879年（明治12年）、県会制度が制定されると初代副議長に選出された（議長は濱口梧陵）。1881年（明治14年）、議長に就任。同年、木国同友会という政社を結成し、濱口会長のもと副会長に就いた。やがて松本鼎県令と対立し、松本は懐柔のため郡長就任をたびたび要請した。当初は固辞していたが1887年（明治20年）に那賀郡長に就任し、1890年（明治23年）まで務めた。
この頃、欧米から帰国した陸奥宗光が児玉仲児らとともに欧化主義を唱えていたが、中西は千田軍之助とともにこれに反対した。当初は児玉派の勢力に圧倒されていたが、陸奥の没後は勢力が逆転した。1897年（明治30年）9月29日、貴族院多額納税者議員に互選され、1904年（明治37年）3月8日まで在任。同年の第9回衆議院議員総選挙に出馬し、当選した。